# Ectobius nuba
Ectobius nuba es una especie de cucaracha del género Ectobius, familia Ectobiidae.

## Distribución
Esta especie se encuentra en Sudán.